# San Miguel de Linapacán
San Miguel
es un barrio urbano, sede  del municipio filipino de primera categoría de Linapacan perteneciente a la provincia  de Paragua en Mimaro,  Región IV-B.
En 2007 San Miguel contaba con 3.638 residentes.

## Geografía
El municipio de Linapacán, 230 km al norte de Puerto Princesa, se extiende por la totalidad de la  isla de Linapacán y otras adyacentes, situadas entre las de Culión, al norte, que forma parte del grupo de las islas Calamianes y la de Paragua, al sur.
Linda al norte con el Canal de Dicabaito que le separa del municipio vecino de Culión; al sur con la mencionada isla de Paragua; al este con el Mar de Joló; y al oeste con el  mar de la China Meridional, frente a las islas que forman el municipio de Agutaya.
El territorio de la isla de Linapacán se reparte entre cuatro barrios: San Miguel (Población), al este; San Nicolás al sur; Maroyogroyog al norte; y  Nueva Culaylayán (New Culaylayan) al suroeste, frente a la isla de Calibanbangán.(Calibangbangan).
Forman parte de este barrio las islas adyacentes de Patayo, Maapdit e Ile, situadas al este; así como la de Pangititán en la bahía Norte.

### Demografía
El barrio de San Miguel, sede del ayuntamiento,  contaba en mayo de 2010 con una población de 3.918 habitantes, siendo el más ppblado de los que comprende este municipio.

## Historia
Esta isla de Linapacán formaba parte de la provincia española de  Calamianes, una de las de las 35 en que se dividía políticamente el archipiélago Filipino, en la parte llamada de Visayas. Pertenecía a la audiencia territorial  y Capitanía General de Filipinas, y en lo espiritual a la diócesis de Cebú.
El municipio de Linapacán  fue creado el 12 de junio de 1954 cuando las islas de Linapacán, de Cabunlaoán, de Niangalao, de Decabayotot, de Calibanbangán, de Pical y de Barangonán se separan del municipio de Corón.
El ayuntamiento (Población) se sitúa en el barrio de San Miguel.